# 清須市立新川中学校
清須市立新川中学校（きよすしりつ しんかわちゅうがっこう）は、愛知県清須市須ケ口に所在する公立中学校。
学級数は16クラス（2022年度）である。

## 進学前小学校
- 清須市立新川小学校[1]
- 清須市立星の宮小学校[1]
- 清須市立桃栄小学校[1]

## 学区 / 校区内の主な施設
- 清須市役所
- 名古屋鉄道 須ヶ口駅

## 学校行事
清須市立新川中学校の学校行事には、以下のようなものがある。開催時期については、令和4年度のものを利用している。
・入学式・始業式（4月）
新学年がスタートする。

クラスの発表方法については、1年生は掲示され、2，3年生は一度旧クラスに集まってから担当の先生に告げられる形となる。

学年主任や担任の先生などは式で発表される。

なお、入学式の準備は入学式の前日に、新3年生が旧クラスで行う。
・体育大会（10月）
各クラスが一丸となって戦う行事。

新川中で特徴的な競技といえば大縄をクラスみんなで一斉に跳び、その連続回数を競う「みんなでジャンプ」だが、新型コロナウイルスの影響で令和2年度は行われなかった。令和3年度は特例で一人ずつ大縄を跳ぶ「八の字タイムアタック」が開催された。令和4年度からは通常通り「みんなでジャンプ」がおこなわれることになった。

また、みんなでジャンプでは学年を超えたシステムもあり、部活動対抗リレーなどもあるので、クラス以外での戦いも充実している。
・合唱コンクール（11月）
令和元年度までは文化祭の一部として行われていたが、令和2年度、3年度では新型コロナウイルスの影響で開かれなかった。（令和3年度では特例としてボディーパーカッション発表会が学年ごとに行われた。）

しかし令和4年度では文化活動発表会の一部として開かれることになった。そのため、代々の合唱を受け継いできた新川中としてはここでそれが途切れることとなってしまったが、生活指導の先生は「この代の3年生はそれを従来通りに戻してくれた」と言っている。

午前の部では1年生、2年生の合唱があり、午後の部では3年生の合唱、吹奏楽部の演奏、結果発表がある。合唱曲は1学期に決まり、2学期の音楽の時間、体育大会終了後のST後などが主な練習期間となる。
・卒業式（3月）
基本的に卒業生と在校生が参加をする。
（令和2年度は在校生の参加がなく、令和3年度はタブレットを用いた動画配信となった。）

開式の言葉、国歌静聴、卒業証書授与、校長式辞、教育委員会告辞、清須市記念品授与、卒業記念品目録贈呈、送辞、答辞、校歌斉唱、閉式の言葉といった項目がある。式終了後は、卒業生による学年合唱がある。

その後クラスごとで最後の学級の時間を過ごし、門出式で各自解散となる。

なお、この日以降3年生の通常登校はないので、ここから修了式までは実質的に2年生が最高学年となる。
・修了式（3月）
1，2年生が最後のクラスでの時間を過ごし、春休みに入る。
このほかにも、学年ごとの行事として2年生は自然体験教室、3年生は修学旅行などがある。

また、クラスで競う機会はこの他にも学年ごとで行われる「確認テスト」というものがある。これについては、「テスト」の項目で記載する。

## テスト
この学校で毎年行われているテストは、大きく分けて3種類ある。なお、日程については令和4年度のものを利用している。
・定期テスト
5月に中間テスト、6月に期末テスト、9〜10月に中間テスト、11月に期末テスト、2月に学年末テストがある。

教科は、中間テストが5教科、期末テストが9教科となる。学年末テストは、1，2年生は9教科、3年生は5教科となる。
テスト終了後は、自分の各教科の点数、5教科合計点数、各教科の平均点、5教科合計の平均点、5教科順位、9教科合計点数、9教科合計の平均点、9教科順位などが記載された個表を受け取ることができる。
・実力テスト
1，2年生は2月の1回、3年生は9月、11月、12月の3回ある。

教科は5教科で、学年内で比較したさまざまなデータが含まれた個表が後日配布される。

・確認テスト
学年別に行われ、クラスごとに結果を競うテスト。
行われる回数や行われる教科は決まっていない。年に5回開かれることもあれば、1回しか開かれないこともある。また、優勝クラスの判定方法も異なる。確認テストの開催やその内容については、その学年の先生が決めている。
確認テストの結果は後日、学年の掲示板や学年集会などで発表される。優勝したクラスには優勝カップが渡され、次の確認テストまでその教室の中に置かれる。また、全教科で満点を取った人には賞状が渡される。賞状は、学年の先生の中で担当された人が作成する。
また、基本的にはこのような仕組みで開催されるが、過去には1クラスのみで確認テストが開催されたケースも存在する。

## 著名な卒業生
- 加藤あい（女優）